# Bhagavata Purana
 (mai 2020).
Si vous disposez d'ouvrages ou d'articles de référence ou si vous connaissez des sites web de qualité traitant du thème abordé ici, merci de compléter l'article en donnant les références utiles à sa vérifiabilité et en les liant à la section « Notes et références ».

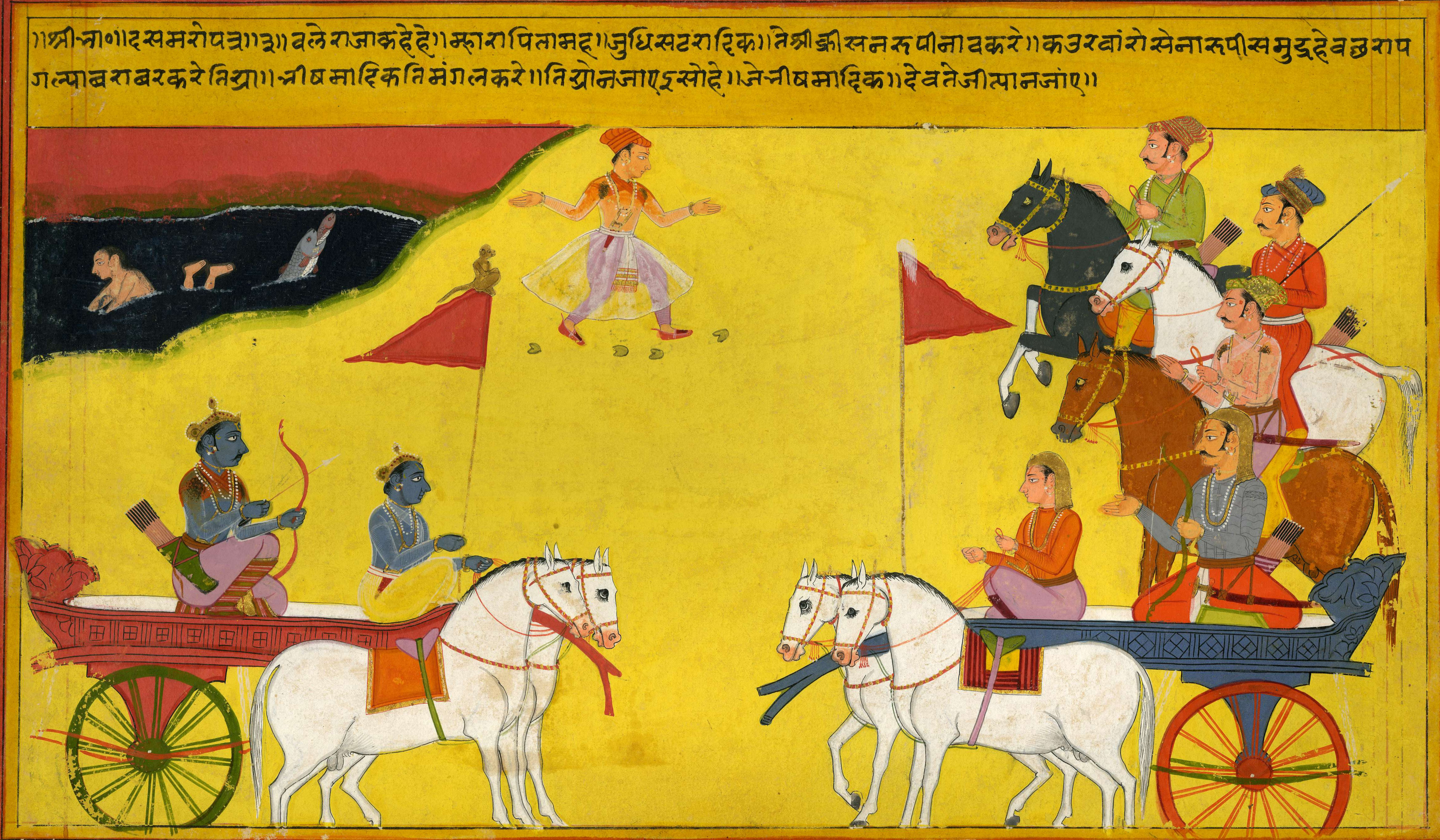
Illustration (gouache sur papier, vers 1740 — fonds indien du British Museum).

Le Bhagavata Purana (aussi appelé le Shrimad Bhagavatam ; IAST : Bhāgavata Purāṇa) est un des dix-huit purana majeurs ou Mahapurana. Rédigé en sanskrit (18000 vers, en traduction il comprend plus de mille pages), il s'agit d'un texte ancien, puisqu'il est mentionné dans une liste des purana que l'on trouve dans un chapitre du Mahabharata. Cependant, il pourrait s'agir du plus récent des Purana, et sa rédaction est sans doute postérieure au xe siècle.
Pour les Vishnouites, il est considéré comme un livre sacré au même titre que la Bhagavad-Gita. Il est attribué à Vyasa, le compilateur mythique des textes sacrés indiens (les Veda-s). 

## Polémique
Une polémique est née dans le passé entre les partisans du Purana de Durga, le Devi Purana, et ceux du Shrimad Bhagavatam, afin de savoir lequel méritait le nom de Bhagavata-Purana. Les adversaires du Shrimad Bhagavatam affirmaient que la longueur de ce purana était artificielle et qu'elle visait seulement à atteindre les 18 000 vers attendus. Il est vrai que la lecture de ce purana surprend puisque le sujet même de ce livre, la vie de Krishna, n'est exposé qu'à partir du 10e livre; les neuf livres précédents, eux, retracent la généalogie des héros, recensent des mythes, narrent la vie des avatars de Vishnou et exposent la philosophie du samkhya et de la bhakti appliquée au vishnouisme. Un autre argument de ces détracteurs était que le Shrimad Bhagavatam excède la norme des cinq caractéristiques (Narration sur la Création, la Destruction, la Généalogie, les Manus et les dynasties), indispensables aux puranas, puisqu'on peut ici en dénombrer dix, comme le revendique ce purana[pas clair] (cf. Livre XII.7).

## Association internationale pour la conscience de Krishna
Les textes sont traduits par ce qui en France est considéré comme une secte, l'Association internationale pour la conscience de Krishna.

## Bhagavata PuranaetMahabharata
Le Bhagavata Purana est un chef-d'œuvre de la littérature sanskrite, il est très connu par les fidèles grâce à ses nombreuses adaptations. À l'origine, ce purana était le Mahabharata de l'élite. Tous deux se penchent sur la même histoire, mais dans le Mahabharata, Krishna est présenté comme un héros, non comme un dieu. Le Bhagavata Purana est sûrement à l'origine du culte de Krishna, originellement simple avatara de Vishnou, il est montré ici comme aussi divin que Vishnou lui-même (le dieu suprême des vishnouites) voire encore plus élevé.[réf. nécessaire] Un autre parallèle entre l'épopée indienne et ce purana se trouve dans leur composition. Chacun intègre une gīta, un chant philosophique. Krishna est toujours l'énonciateur de ces chants, il y expose la même philosophie. La Bhagavad-Gita du Mahabharata est considérée comme un livre d'ouverture, il est placé avant la bataille de l'épopée ; l'Uddhava Gīta (livre XI, 6-29) quant à elle, est placée à la fin du Purana, Krishna y énonce une dernière fois ses recommandations et quitte le monde.

### Sources
- Eugène Burnouf ; Le Bhāgavata Purāṇa ou histoire poétique de Krîchna, Jean Maisonneuve 1840 et 1981 (V tomes). Réédité par Maisonneuve avec une introduction de J. Filliozat, 1981, 5 tomes en 4 volumes.
- J.B.P. More ; Bagavadam Ou Bhagavata Purâna, Ouvrage Religieux et Philosophique Indien traduit par Maridas Poullé de Pondichéry en 1769, Irish 2004.
- Alain Porte ; Uddhava Gita, Les dernières paroles de Krishna, Les Éditions du Relié, 1999.

- Le Srimad Bhagavatam. La sagesse de Dieu  (trad. du sanskrit par de l'anglais par Ghislain Chetan, Texte résumé et traduit du sanscrit par Swami Prabhavananda.), Paris, L'Harmattan, 2013, 314 p. (ISBN 978-2-343-00146-3, lire en ligne)